# 金龍鎬
金 龍鎬（キム・ヨンホ、朝鮮語: 김용호、1920年12月16日 - 2015年9月5日）は、大韓民国の政治家。第7・8・9・10代韓国国会議員。本貫は三陟金氏。カトリック教徒。

## 経歴
日本統治時代の江原道三陟郡に生まれた。春川公立中学校、ソウル大学校法科大学卒業。
江原道内務局長、産業局長、地方公務員教育院長を務めた後に政界に入り、民主共和党江原道事務局長、江原道第2地区党委員長などを務めた。1967年の第7代総選挙に民主共和党の公認で立候補して初当選し、国会議員を連続4期務めた。そのほか民主共和党院内総務、内務委員長、院内総務、党務委員、国会運営委員長役員、韓国国民党創党発起人、副総裁、自由民主連合常任顧問、民族中興会副会長、憲政会元老会議副議長、EROPA韓国代表、原州大学校理事を務めた。
2015年9月5日、持病により95歳で亡くなった。

## 賞勲
- 紅条勤政勲章（3等級）

- 緑条勤政勲章（4等級）[3]